# Csedzsu-szigeti búvárnők

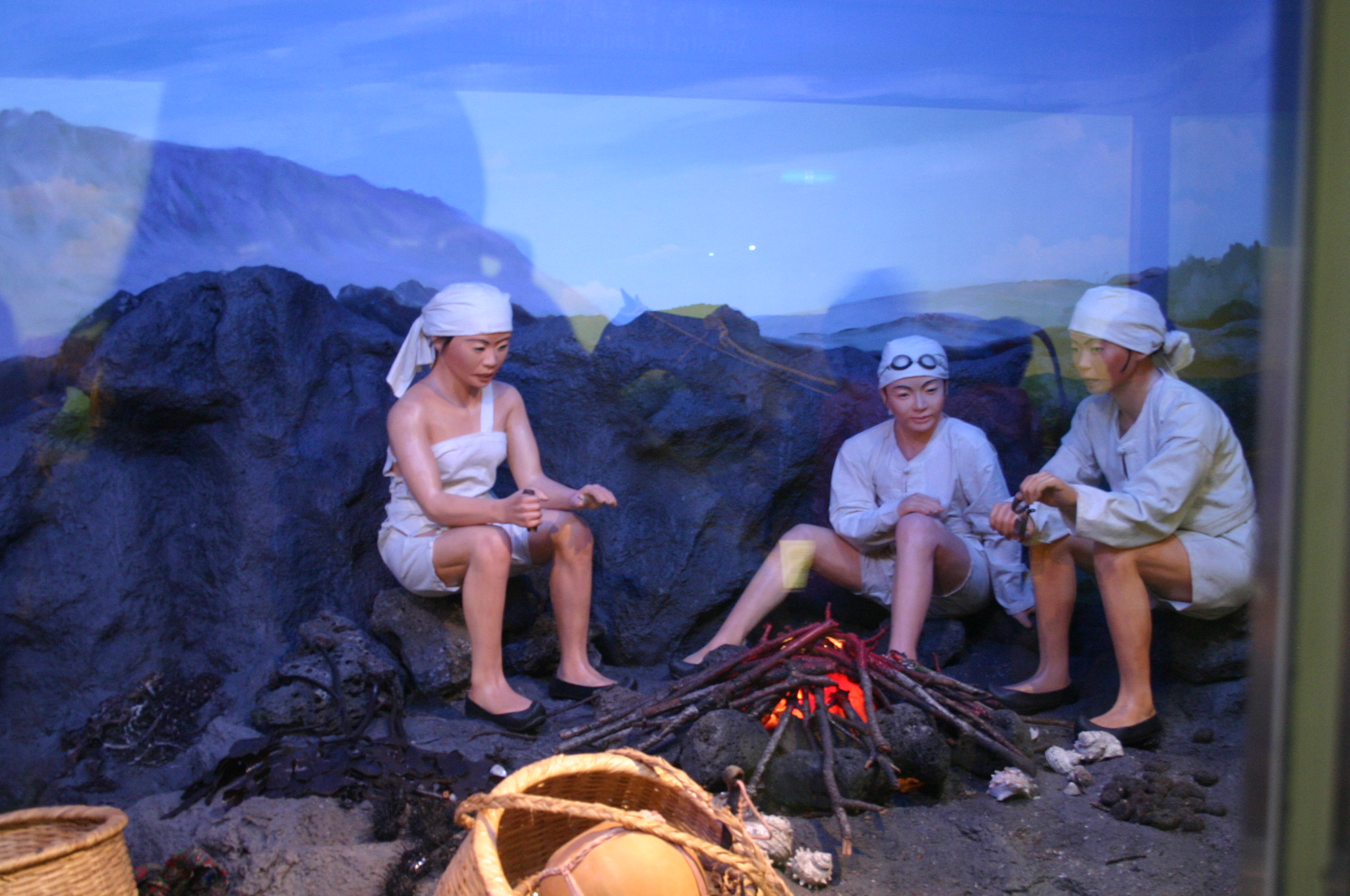
A búvárnők hagyományos öltözéke szemben állt a konfuciánus értékrenddel, ami szerint a nőknek el kell takarniuk a testüket

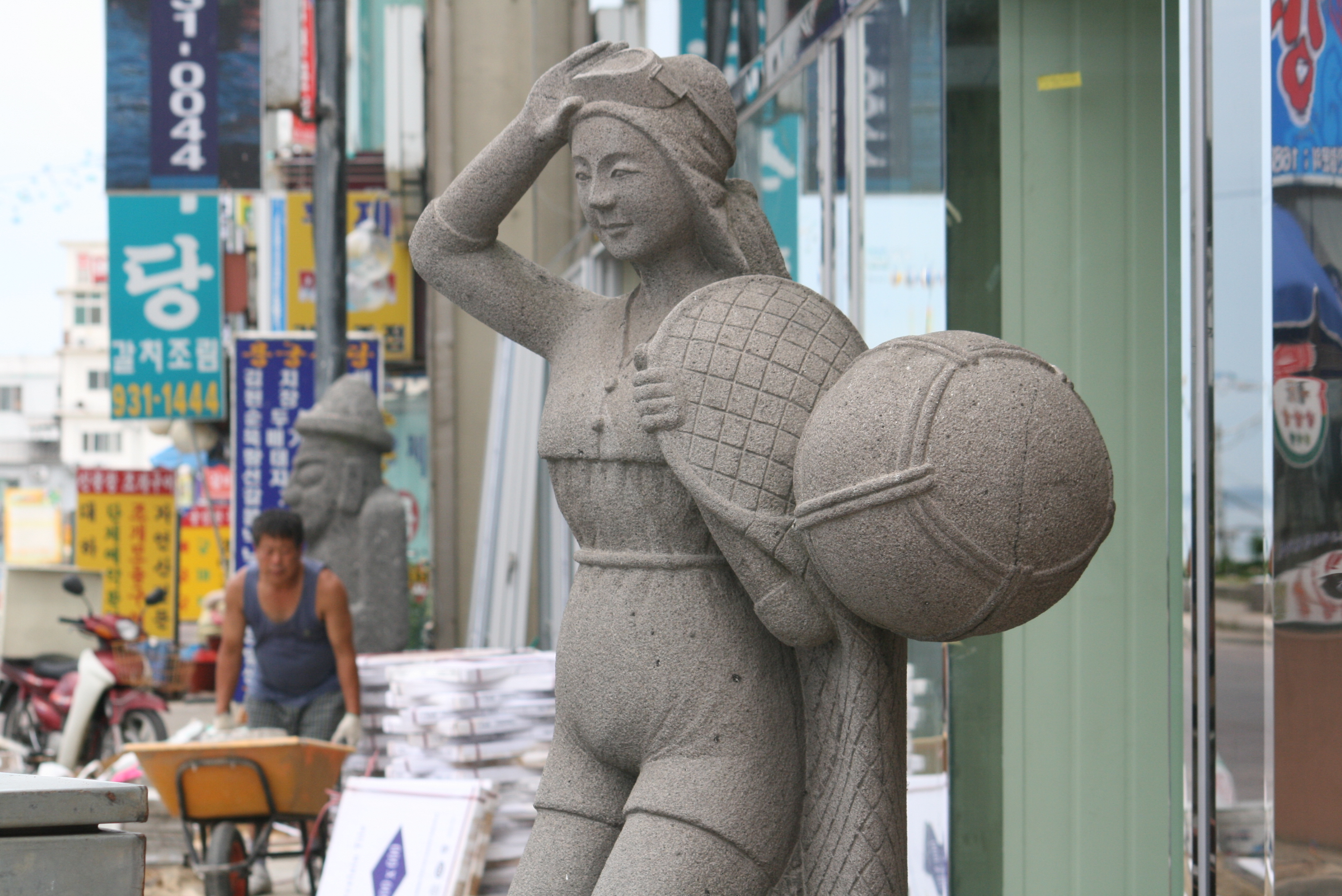
Henjo (Haenyeo)-szobor

A csedzsu-szigeti (jeju-szigeti) búvárnők (hangul: 해녀, henjo, handzsa: 海女, RR: haenyeo; „tengeri nők”) egy régi hagyományt ápoló nők csoportja Dél-Koreában. A búvárnők légzőfelszerelés nélkül, szemüvegben és búvártalppal merülnek le akár 20 méter mélyre is, hogy kézzel tenger gyümölcseit gyűjtsenek. A Csedzsu (Jeju)-szigeten hagyományosan a nők tartották el a családot búvárkodással, szemben a Koreában domináns patriarchális társadalom elvárásaival. A henjók (haenyók) akár két percig is víz alatt tudnak maradni és egy nap akár százszor is lemerülnek. A 21. században a henjók (haenyók) száma drasztikusan csökkent, 84%-uk 60 év fölötti. Ezen hagyomány megőrzése érdekében az állam is támogatja ezt a foglalkozást. 2014 márciusában Dél-Korea megtette az első lépéseket, hogy a csedzsui búvárnők foglalkozása felkerülhessen az UNESCO szellemi örökségi listájára, azt remélve, hogy a nemzetközi elismerés segíthet megőrizni a kihalóban lévő hagyományt. 2016-ban az UNESCO felvette a búvárnők kultúráját a listára.

## Történetük és jellemzőik
A henjók (haenyók) másik elnevezése csamnjo (잠녀, jamnyeo). A japán ama búvárokkal ellentétben szinte kizárólag nők űzik ezt a mesterséget és nem csak a meleg időszakokban, de télen is merülnek. Többségük Csedzsu (Jeju)-szigetén él, az 1960-as években léteztek ilyen búvárnők az ország déli partvidékén és egyéb szigetein is.
A csedzsu-szigeti (jeju-szigeti) búvárkodás kezdete valószínűleg a Silla-korig vezethető vissza, amikor gyöngykagylókat hoztak felszínre. A 15. századból származó feljegyzések szerint a szigetről származó férfiak kagylókkal kereskedtek a Koreai-félsziget déli részén, feltételezhetően ezek egy részét női búvárok hozták a felszínre. Az első konkrét írásos feljegyzés a csedzsui (jejui) búvárnőkről a 17. századból származik, ahol megjegyzik, hogy a nők „minden szégyenkezés nélkül” dolgoznak együtt a férfiakkal hiányos öltözékben, ami azt mutatja, hogy eleinte nem kizárólag női foglalkozás volt itt a búvárkodás, később azonban a férfiak lemorzsolódtak. Hong Szokki (Hong Suk-ki) kutató szerint ennek egyik lehetséges oka, hogy a nők fiziológiailag alkalmasabbak a zord időjárásban való merülésre, magasabb tolerancia-küszöbük és testzsírtömegük miatt, de egyéb okai is lehetségesek annak, hogy kizárólagosan női foglalkozássá vált a búvárruhák megjelenése előtt.
A lányok 11-12 évesen tanultak meg búvárkodni, 17-18 évesen már professzionális búvárok voltak és egészen addig dolgoztak, amíg már túl öregek nem voltak a merüléshez. A kutatások szerint ezek a nők állapotosan is merültek egészen a szülés napjáig, és 5-10 nappal a szülés után már újra dolgoztak. Rövid pamut úszódresszt viseltek csogori (jogori)val, üres, szárított tököt vittek magukkal, ami a víz felszínén lebegett, az ez alá kötött hálóba gyűjtötték a tenger gyümölcseit. A merülések között a parton rakott tűznél melegedtek. A bőrfelszínt több helyen szabadon hagyó úszóruhájuk miatt a búvárnőket a szigorú konfuciánus társadalom megvetette és lenézte, egészen amíg az 1970-es években meg nem jelentek a modern búváröltözékek.
Számuk folyamatosan csökken, 1945-ben még körülbelül 27 000 nő foglalkozott merüléssel, 1956-ra 22 000-re, 1965-re 16 000-re csökkent, a 2010-es években már csak 4500 henjo (haenyeo) maradt, akiknek 84%-a 60 év feletti, vannak akik 80 éves kor felett is rendszeresen merülnek.

## A művészetekben
A csedzsui (jejui) búvárnőket több filmben és televíziós sorozatban is ábrázolták, például a 2004-ben forgatott, számos díjat nyert My Mother, the Mermaid című film, valamint a Tamra, the Island és a Swallow the Sun című 2009-es televíziós sorozatok. 